# Нелацвад
Нелацвад (рум. Nălațvad) — село у повіті Хунедоара в Румунії. Адміністративно підпорядковане місту Хацег.
Село розташоване на відстані 280 км на північний захід від Бухареста, 31 км на південь від Деви, 141 км на південь від Клуж-Напоки, 133 км на схід від Тімішоари.

## Населення
За даними перепису населення 2002 року у селі проживали 313 осіб.
Національний склад населення села:
| Національність | Кількість осіб | Відсоток |
| -------------- | -------------- | -------- |
| румуни         | 268            | 85,6%    |
| цигани         | 20             | 6,4%     |
| українці       | 12             | 3,8%     |
| угорці         | 7              | 2,2%     |

Рідною мовою назвали:
| Мова      | Кількість осіб | Відсоток |
| --------- | -------------- | -------- |
| румунська | 280            | 89,5%    |
| циганська | 20             | 6,4%     |
| угорська  | 7              | 2,2%     |